# Forte Tecci
Il forte Tecci è stato un edificio difensivo posto a salvaguardia del cosiddetto "sbarramento di Altare" presso il Colle di Cadibona nel val Bormida, in provincia di Savona.
L'intero complesso dello sbarramento altarese, ubicato lungo la strada statale 29 del Colle di Cadibona, fu voluto dal Regio Esercito per la difesa del Basso Piemonte e della catena appenninica ligure da eventuali attacchi terrestri; complessivamente il sito fu edificato in un periodo compreso tra il 1885 e il 1890.
La fortezza Tecci faceva parte di quella area denominata "Piazzaforte di Altare", costituita anche dagli altri forti Tagliata di Altare e Cascinotto.

## Descrizione
La postazione difensiva si trova al di sopra del forte Tagliata di Altare, nella zona a sud, avente rispetto al forte Cascinotto una pianta più complessa e grande, costituita sostanzialmente da due corpi di fabbrica: il primo è a forma pentagonale (stessa forma del forte Cascinotto), mentre l'altro fabbricato è a forma triangolare. I due corpi sono uniti da un tratto rettilineo consto da grossi blocchi di pietra nel quale trovano spazio finestre e cannoniere.
La struttura nella sua complessità si presenta su due livelli dove l'inferiore è nascosto da un profondo fossato che circonda interamente il forte.
Come armamenti di artiglieria la fortificazione disponeva di sei cannoni da 12 GRC Ret in casamatta e con quattro mitragliatrici; i cannoni verranno in seguito rimossi. Pare che la rimozione sia conseguita al trasferimento su terreno di battaglia durante la prima guerra mondiale, dove l'uso erroneo di polvere da sparo più potente (balistite, anziché polvere nera) ne provocò la rottura con conseguente mancato utilizzo. Il forte Tecci aveva una capienza di oltre 400 uomini.
Dopo essere stato sede, nel 1889, dell'Osservatorio meteorologico-sismico della fortezza di Altare, il forte è in stato di abbandono anche se in alcune sale ospita ripetitori televisivi.